# Оберкірн
Оберкірн (нім. Oberkirn) — громада в Німеччині, розташована в землі Рейнланд-Пфальц. Входить до складу району Біркенфельд. Складова частина об'єднання громад Раунен.
Площа — 5,45 км2. Населення становить 326 ос. (станом на 31 грудня 2020).